# Judo en los Juegos Asiáticos de 2010
El torneo de judo en los Juegos Asiáticos de 2010 se realizó en Cantón (China), entre el 13 y el 16 de noviembre de 2010.
En total se disputaron en este deporte dieciséis pruebas diferentes, ocho masculinas y ocho femeninas.

## Resultados

### Masculino
| Evento            | Oro                         | Plata                                                    | Bronce                                                     |
| ----------------- | --------------------------- | -------------------------------------------------------- | ---------------------------------------------------------- |
| –60 kg            | Rishod Sobirov Uzbekistán   | Hiroaki Hiraoka Japón                                    | A Lamusi China Choi Min-Ho Corea del Sur                   |
| –66 kg            | Kim Joo-Jin Corea del Sur   | Mirzohid Farmonov Uzbekistán                             | Junpei Morishita Japón Hong Kuk-Hyon Corea del Norte       |
| –73 kg            | Hiroyuki Akimoto Japón      | Wang Ki-Chun Corea del Sur                               | Navroʻz Joʻraqobilov Uzbekistán Rasul Boqiev Tayikistán    |
| –81 kg            | Kim Jae-Bum Corea del Sur   | Islam Bozbayev · Kazajistán · Masahiro Takamatsu · Japón | —                                                          |
| –90 kg            | Takashi Ono Japón           | Dilshod Choriyev Uzbekistán                              | Tseng Han-Chieh China Taipéi Lee Kyu-Won Corea del Sur     |
| –100 kg           | Hwang Hee-Tae Corea del Sur | Takamasa Anai Japón                                      | Maksim Rákov · Kazajistán · Ramziddin Sayidov · Uzbekistán |
| +100 kg           | Kim Soo-Whan Corea del Sur  | Abdullo Tangriyev Uzbekistán                             | Daiki Kamikawa Japón Mohammad Reza Rodaki Irán             |
| Categoría abierta | Kazuhiko Takahashi Japón    | Mohammad Reza Rodaki Irán                                | Jadbaataryn Mönjbaatar Mongolia Utkir Kurbanov Uzbekistán  |

1. ↑  El ganador de la medalla de plata, el uzbeco Shokir Muminov, dio positivo por dopaje y le fue retirada la medalla; a los dos ganadores del bronce, el kazajo Islam Bozbayev y el japonés Masahiro Takamatsu, les fue reasignada la medalla.[2]

### Femenino
| Evento            | Oro                           | Plata                         | Bronce                                                         |
| ----------------- | ----------------------------- | ----------------------------- | -------------------------------------------------------------- |
| –48 kg            | Wu Shugen China               | Tomoko Fukumi Japón           | Chung Jung-Yeon Corea del Sur Baljinnyamyn Bat-Erdene Mongolia |
| –52 kg            | Misato Nakamura Japón         | Mönjbaataryn Bundmaa Mongolia | He Hongmei China An Kum-Ae Corea del Norte                     |
| –57 kg            | Kaori Matsumoto Japón         | Kim Jan-Di Corea del Sur      | Tümen-Odyn Battögs Mongolia Lien Chen-Ling China Taipéi        |
| –63 kg            | Yoshie Ueno Japón             | Wang Chin-Fang China Taipéi   | Kong Ja-Young Corea del Sur Kim Su-Gyong Corea del Norte       |
| –70 kg            | Hwang Ye-Sul Corea del Sur    | Sol Kyong Corea del Norte     | Tsend-Ayuushiin Naranjargal Mongolia Chen Fei China            |
| –78 kg            | Jeong Gyeong-Mi Corea del Sur | Akari Ogata Japón             | Yang Xiuli · China · Galiya Ulmentayeva · Kazajistán           |
| +78 kg            | Mika Sugimoto Japón           | Qin Qian China                | Kim Na-Young · Corea del Sur · Gulzhan Isanova · Kazajistán    |
| Categoría abierta | Liu Huanyuan China            | Kim Na-Young Corea del Sur    | Megumi Tachimoto Japón Dorjgotovyn Tserenjand Mongolia         |

## Medallero
| Núm. | País            | Oro | Plata | Bronce | Total |
| ---- | --------------- | --- | ----- | ------ | ----- |
| 1    | Japón           | 7   | 5     | 3      | 15    |
| 2    | Corea del Sur   | 6   | 3     | 5      | 14    |
| 3    | China           | 2   | 1     | 4      | 7     |
| 4    | Uzbekistán      | 1   | 3     | 3      | 7     |
| 5    | Mongolia        | 0   | 1     | 5      | 6     |
| 6    | Corea del Norte | 0   | 1     | 3      | 4     |
| 6    | Kazajistán      | 0   | 1     | 3      | 4     |
| 8    | China Taipéi    | 0   | 1     | 2      | 3     |
| 9    | Irán            | 0   | 1     | 1      | 2     |
| 10   | Tayikistán      | 0   | 0     | 1      | 1     |
|      | TOTAL           | 16  | 17    | 30     | 63    |